# Trần Ngọc Anh
Trần Ngọc Anh (4 tháng 7 năm 1945 – 12 tháng 2 năm 2020) là một sĩ quan cao cấp của Quân đội nhân dân Việt Nam, hàm Thiếu tướng, nguyên Phó Chánh Thanh tra Bộ Quốc phòng, Tham mưu trưởng Tổng cục Kỹ thuật.

## Sự nghiệp
Trần Ngọc Anh sinh ngày 4 tháng 7 năm 1945 tại xã Trịnh Xá, huyện Bình Lục (nay là thành phố Phủ Lý), tỉnh Hà Nam. Năm 1963, ông bắt đầu học tại Khoa Chế tạo máy của Trường Đại học Bách khoa Hà Nội. Đến năm 1967, ông được cử đến công tác tại Trường Đại học Kỹ thuật Quân sự. Tại đây, ông đã tiếp tục học chuyên ngành của mình cho đến tháng 4 năm 1969 thì chuyển về công tác tại Sư đoàn 320 với vai trò Trợ lý Quân khí. Từ năm 1978 đến đầu năm 1985, ông lần lượt đảm nhiệm Phó chủ nhiệm và Chủ nhiệm Vũ khí, Phó chủ nhiệm Kỹ thuật của Sư đoàn 320. Tháng 5 năm 1985, ông được bổ nhiệm làm Phó trưởng Phòng Tham mưu cho Cục kỹ thuật thuộc Quân đoàn 3 và trở thành Trưởng phòng vào 1 năm sau đó.
Trong 2 năm liên tiếp 1986 và 1987, ông lần lượt đảm nhiệm Phó cục trưởng rồi Cục trưởng Cục Kỹ thuật. Đến tháng 8 năm 1994, ông được bổ nhiệm làm Cục trưởng Cục đảm bảo kỹ thuật thuộc Tổng cục Kỹ thuật và được thăng làm Tham mưu trưởng của Tổng cục vào tháng 7 năm 1999. Ông chỉ giữ chức vụ Tham mưu trưởng trong hơn 1 năm trước khi trở thành Phó chánh Thanh tra Bộ Quốc phòng vào tháng 10 năm 2000. Ông đảm nhiệm vị trí tại Bộ Quốc phòng cho đến khi về hưu vào năm 2005. Ngày 12 tháng 2 năm 2020, ông qua đời tại Bệnh viện Trung ương Quân đội 108, thọ 75 tuổi.

## Đời tư
Trần Ngọc Anh cùng vợ là Nguyễn Thị Ân quen biết và yêu nhau từ năm 1967. Đến năm 1972, sau khi nhận được lệnh điều động vào Chiến trường B2 (khu vực các tỉnh Đồng bằng sông Cửu Long), ông đã xin phép gia đình để hỏi cưới bà. Chỉ vài ngày sau đám cưới, Trần Ngọc Anh đã lên đường vào chiến trường. Cho đến cuối năm 1975, hai người mới được gặp lại. Tuy nhiên, chỉ một thời gian ngắn sau khi đoàn tụ, ông đã tiếp tục ra chiến trường khi tham gia Chiến tranh biên giới Việt Nam – Campuchia và chỉ trở về nhà sau 5 năm xa cách gia đình. Năm 1979, con trai đầu lòng của ông bà ra đời. Về sau, hai người còn có thêm 1 người con trai.

## Khen thưởng
- Huân chương Quân công hạng Ba;
- Huân chương Kháng chiến chống Mỹ, cứu nước hạng Ba;
- Huân chương Chiến công hạng Nhất, hạng Ba;
- Huân chương Chiến sĩ giải phóng hạng Ba;
- Huân chương Chiến sĩ vẻ vang hạng Nhất, Nhì, Ba;
- Huy chương Quân kỳ Quyết thắng.

## Lịch sử thụ phong quân hàm
| Năm thụ phong | 1981   | 1984     | 1988     | 1992      | 1996   | 2003        |
| ------------- | ------ | -------- | -------- | --------- | ------ | ----------- |
| Cấp bậc       | Đại úy | Thiếu tá | Trung tá | Thượng tá | Đại tá | Thiếu tướng |